# Coccoloba tuerckheimii
Coccoloba tuerckheimii Donn.Sm. – gatunek rośliny z rodziny rdestowatych (Polygonaceae Juss.). Występuje naturalnie w Gwatemali, Nikaragui, Kostaryce oraz Panamie. 

## Morfologia
PokrójWiecznie zielone drzewo dorastające do 7–20 m wysokości.
LiścieIch blaszka liściowa jest nieco skórzasta i ma kształt od odwrotnie jajowatego do podłużnie eliptycznego. Mierzy 25–45 cm długości oraz 10–25 cm szerokości, jest całobrzega, o nasadzie niemal uciętej lub zbiegającej po ogonku i spiczastym wierzchołku. Ogonek liściowy jest owłosiony i osiąga 5–45 mm długości. Gatka jest omszona, nietrwała i dorasta do 4–5 mm długości.
KwiatyJednopłciowe, zebrane w rozgałęzione grona o długości 20–40 cm, rozwijają się na szczytach pędów.
OwoceMają jajowaty kształt, osiągają 11–14 mm długości oraz 6–9 mm szerokości.

## Biologia i ekologia
Rośnie w lasach. Występuje na wysokości do 800 m n.p.m. Kwitnie w styczniu.